# 西島英利
西島 英利（にしじま ひでとし）は、日本の政治家、精神科医。北九州市にある医療法人財団小倉蒲生病院理事長。自由民主党所属の元参議院議員（1期）。

## 経歴
宮崎県立日南高等学校を経て日本医科大学卒業後、福岡県内の大学病院での勤務を経て小倉蒲生病院勤務となる。やがて病院開設者の婿養子となり、1984年（昭和59年）に理事長職を継いだ。その後は地元医師会の幹部を歴任し、1998年（平成10年）より日本医師会常任理事。
2004年（平成16年）7月、第20回参議院議員通常選挙に比例区から立候補し初当選。当選後は、現役の医師議員として厚生労働関係を中心に活動した。2010年（平成22年）7月11日の第22回参議院議員通常選挙にも再選を目指し、日本医師連盟と各地の医師政治連盟からの推薦を集め立候補したものの、前年の第45回衆議院議員総選挙で落選した人物などが多数立候補し、特に党内でトップ5を女性が占めていた状況で、知名度不足のため個人票を集めることができず落選した。日本医師会は西島の他に民主党の安藤高夫、みんなの党の清水鴻一郎も推薦・支持したがいずれも落選し、1人も代表として国会に送り込むことが出来なかった。
小倉南看護専門学校の理事長もしている。
2018年春の叙勲で旭日中綬章を受章。

## 政策
- 選択的夫婦別姓制度に反対[3]。
- 健康増進法を努力規定ではなく義務規定として、受動喫煙防止を徹底することに反対[4]。

## 献金
- 日本共産党の機関紙しんぶん赤旗に、2004年に日本医師連盟から西島英利後援会に1億5835万円の巨額な献金があったと報じられた[5]。

## 不祥事

### 公職選挙法違反疑惑
2004年の第20回参議院議員通常選挙において、公職選挙法における事前運動の疑いがあると批判された。

## 所属していた議員連盟
- たばこと健康を考える議員連盟

## 著書
- 『挑む医師 国民皆保険制度を守れ!』東京書籍 2008

### 監修
- 『自殺予防マニュアル 一般医療機関におけるうつ状態・うつ病の早期発見とその対応』日本医師会編, 監修. 明石書店 2004